# Komisariat Straży Granicznej „Ławoczne”

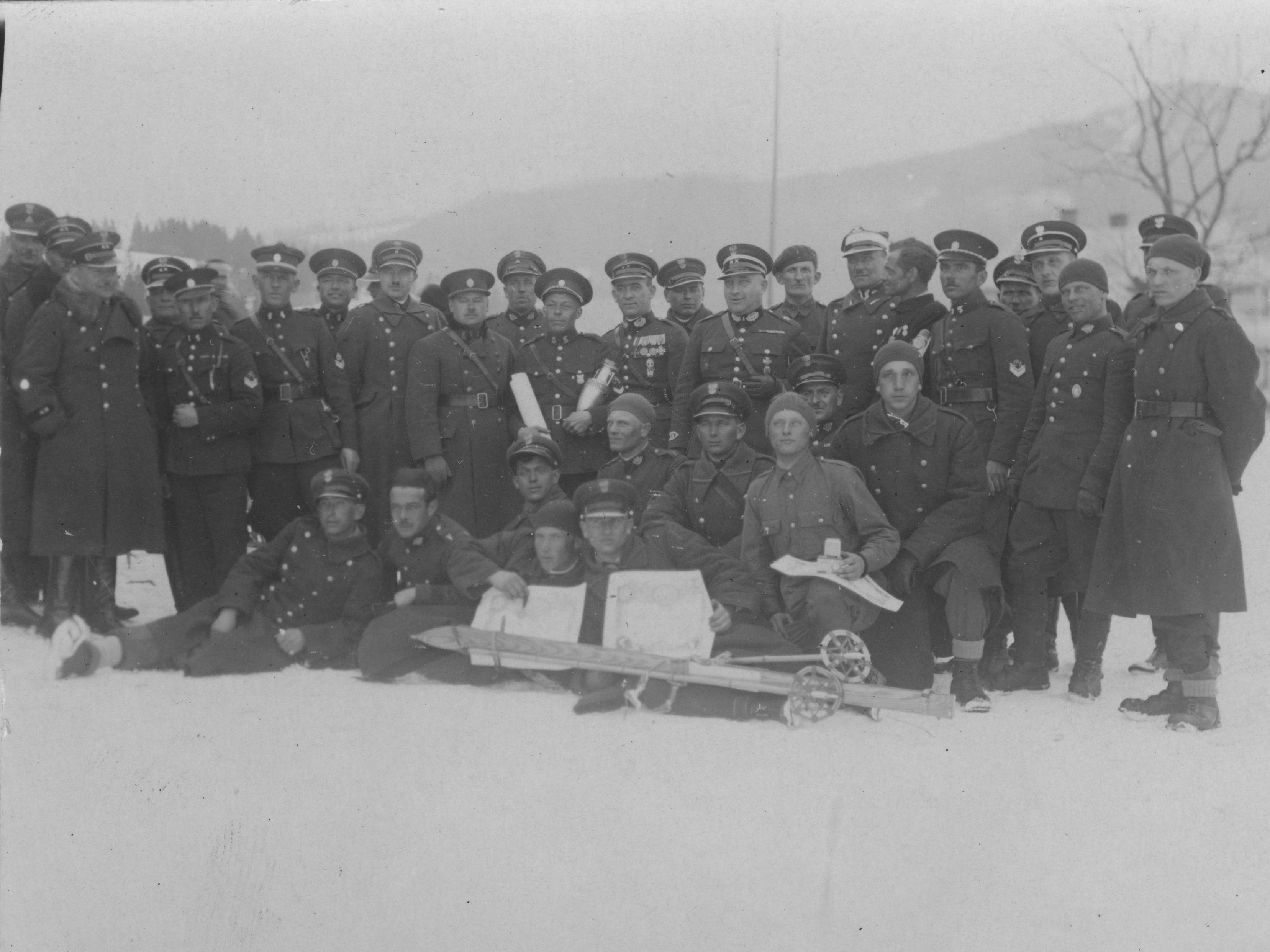
Rozdanie nagród po zawodach Straży Granicznej w Sławsku

Komisariat Straży Granicznej „Ławoczne” – jednostka organizacyjna Straży Granicznej pełniąca służbę ochronną na granicy polsko-czechosłowackiej w latach 1929–1938 i granicy polsko-węgierskiej w 1939.

## Geneza
Na wniosek Ministerstwa Skarbu, uchwałą z 10 marca 1920, powołano do życia Straż Celną. Proces tworzenia Straży Celnej trwał do końca 1922. Komisariat Straży Celnej „Ławoczne”, wraz ze swoimi placówkami granicznymi, wszedł w podporządkowanie Inspektoratu Straży Celnej „Dolina”.
W drugiej połowie 1927 przystąpiono do gruntownej reorganizacji Straży Celnej. W praktyce skutkowało to rozwiązaniem tej formacji granicznej. Rozkazem nr 5 z 16 maja 1928 w sprawie organizacji Małopolskiego Inspektoratu Okręgowego dowódca Straży Granicznej gen. bryg. Stefan Pasławski powołał komisariat Straży Granicznej „Sławsko”, który przejął ochronę granicy od rozwiązywanego komisariatu Straży Celnej.

## Formowanie i zmiany organizacyjne

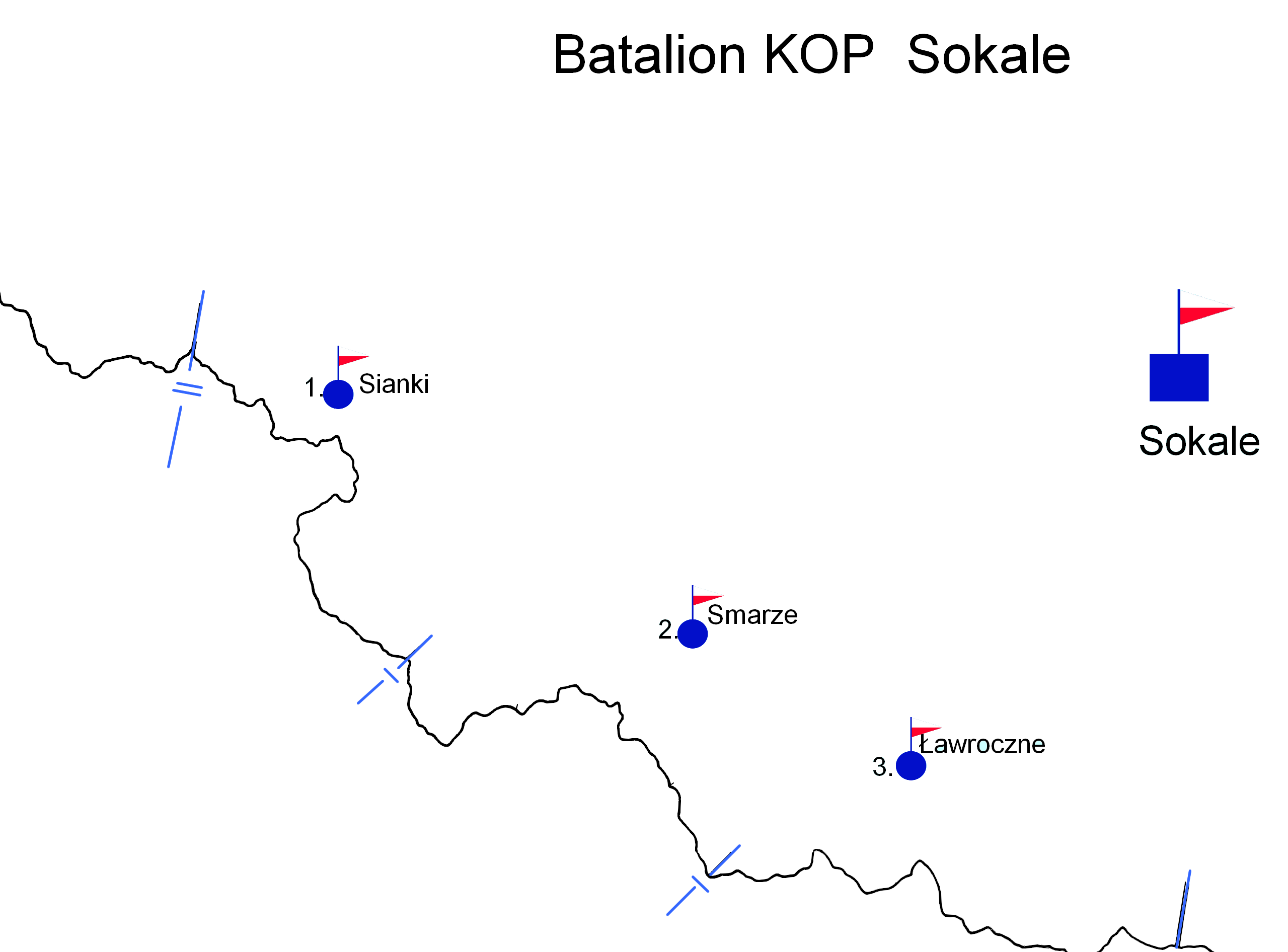
Szkic rozmieszczenia batalionu KOP „Sokole”

Rozporządzeniem prezydenta Rzeczypospolitej Polskiej Ignacego Mościckiego z 22 marca 1928, do ochrony północnej, zachodniej i południowej granicy państwa, a w szczególności do ich ochrony celnej, powoływano z dniem 2 kwietnia 1928 Straż Graniczną. Rozkazem nr 5 z 16 maja 1928 w sprawie organizacji Małopolskiego Inspektoratu Okręgowego dowódca Straży Granicznej gen. bryg. Stefan Pasławski przydzielił komisariat „Sławsko” do Inspektoratu Granicznego nr 20 „Stryj” i określił jego strukturę organizacyjną. Już 8 września 1828 dowódca Straży Granicznej rozkazem nr 6 w sprawie organizacji Małopolskiego Inspektoratu Okręgowego podpisanym w zastępstwie przez mjr. Wacława Szpilczyńskiego zmieniał organizację komisariatu i ustalał zasięg placówek. Rozkazem nr 7 z 25 września 1929 w sprawie reorganizacji i zmian dyslokacji Małopolskiego Inspektoratu Okręgowego komendant Straży Granicznej płk Jan Jur-Gorzechowski określił numer i nową strukturę komisariatu. Rozkazem nr 4/31 zastępcy komendanta Straży Granicznej płk. Emila Czaplińskiego z 20 października 1931 zmieniono nazwę komisariatu na „Ławoczne”. Jednocześnie zmieniono nazwę placówki II linii „Sławsko” na „Ławoczne”. Rozkazem nr 1 z 31 marca 1937 w sprawach [...] likwidacji i tworzenia placówek, komendant Straży Granicznej płk Jan Gorzechowski przeniósł posterunek SG „Różanka Wyżna” do Rużanki.
Rozkazem nr 2 z 16 stycznia 1939 w sprawie przejęcia odcinka granicy polsko-niemieckiej od Korpusu Ochrony Pogranicza na terenie Mazowieckiego Okręgu Straży Granicznej oraz przekazania Korpusowi Ochrony Pogranicza odcinka granicy na terenie Wschodniomałopolskiego Okręgu Straży Granicznej, w związku z przekazaniem Korpusowi Ochrony Pogranicza ochrony części granicy południowej Państwa na odcinku między przełęczą Użocką, a stykiem granicy polsko-rumuńsko-czechosłowackiej, komendant Straży Granicznej płk Jan Gorzechowski zarządził likwidację komisariatu Straży Granicznej „Ławoczne”. Nakazał, by z dniem 1 lutego 1939 komisariat „Ławoczne” wraz z placówką II linii i trzema placówkami I linii utworzył komisariat SG „Hańcza” z tymczasową siedzibą w Przerosli i placówki I linii: Przerośl, Prawy Las i Polulkiemie.

## Służba graniczna
Sąsiednie komisariaty:
- komisariat Straży Granicznej „Wysocko Niżne” ⇔ komisariat Straży Granicznej „Ludwikówka” – 1928
- komisariat Straży Granicznej „Smorze” ⇔ komisariat Straży Granicznej „Ludwikówka” – 1935[14]

## Kierownicy/komendanci komisariatu
| Stopień     | Imię i nazwisko       | Okres pełnienia służby | Kolejne stanowisko                 |
| ----------- | --------------------- | ---------------------- | ---------------------------------- |
| komisarz    | Aleksander Wasilewski | V 1928 -               |                                    |
| Podkomisarz | Stefan Gawroński      | 1929                   | Kierownik komisariatu „Ludwikówka” |
| Aspirant    | Józef Janocha         | 1 V 1937 – I 1939 (??) |                                    |
| Aspirant    | Kazimierz Lurski (??) | 25 VIII 1937 –         |                                    |
| aspirant    | Józef Janocha         | - 1 II 1939            | komisariat „Hańcza”                |

## Struktura organizacyjna
Organizacja komisariatu w maju 1928:
- komenda – Sławsko
- placówka Straży Granicznej I linii „Kliniec”
- placówka Straży Granicznej I linii „Oporzec”
- placówka Straży Granicznej I linii „Wołosianka”
- placówka Straży Granicznej II linii „Hutar”
- placówka Straży Granicznej II linii „Sławsko”

Organizacja komisariatu we wrześniu 1928:
- placówka Straży Granicznej I linii „Kliniec”
- placówka Straży Granicznej I linii „Wyżłów”
- placówka Straży Granicznej I linii „Oporzec”[d]
- placówka Straży Granicznej I linii „Jelenkowate”
- placówka Straży Granicznej II linii „Sławsko”
- placówka Straży Granicznej II linii „Stryj”

Organizacja komisariatu we wrześniu 1929:
- 1/21 komenda – Sławsko
- placówka Straży Granicznej I linii „Wyżłów”
- placówka Straży Granicznej I linii „Oporzec”
- placówka Straży Granicznej I linii „Chaszczowanie”
- placówka Straży Granicznej I linii „Jelenkowate”
- placówka Straży Granicznej II linii „Sławsko”
- placówka Straży Granicznej II linii „Stryj”

Organizacja komisariatu w 1931:
- komenda – Sławsko (46 km)
- placówka Straży Granicznej I linii „Wyżłów”
- placówka Straży Granicznej I linii „Oporzec”
- placówka Straży Granicznej I linii „Chaszczowanie”
- placówka Straży Granicznej I linii „Jelenkowate”
- placówka Straży Granicznej II linii „Sławsko”
- placówka Straży Granicznej II linii „Stryj”

Organizacja komisariatu w 1935:
- komenda – Ławoczne
- placówka Straży Granicznej I linii „Wyżłów”
- placówka Straży Granicznej I linii „Oporzec”
- placówka Straży Granicznej I linii „Chaszczowanie”
- placówka Straży Granicznej I linii „Jelenkowate”
- placówka Straży Granicznej II linii „Ławoczne”
- placówka Straży Granicznej II linii „Stryj”